# الغرفة التجارية الصناعية بجدة

## نظرة عامة
تعتبر غرفة جدة من أعرق الغرف التجارية في المملكة حيث تعد أول غــرفــة تأسست بمرسوم ملكي صدر بشهر صفر عام 1365هـ - يناير 1946م ينص بإنشائها في مدينة جدة. بجهود 21 دورة لمجلس الإدارة بخبرة تزيد عن 75 عام تستكمل غرفة جدة تفعيل هذا المرسوم كجانب محايد استطاع فتح نوافذ تجارية عدة.
تتمتع غرفة جدة بمكانة متميزة حيث تعد معلم من معالم عروس البحر الأحمر حيث تمتاز بموقع استراتيجي وحيوي هام اكسبها بُعدا اقتصاديا كبيرا حيث تقع بالقرب من وزارة التجارة ووزارة الإعلام كما تطل على ميناء جدة الإسلامي.
تحرص غرفة جدة على رعاية مصالح منتسبيها من قطاع الأعمال ومجتمع جدة للرقي باقتصاد المنطقة الغربية. وشهدت الغرفة العديد من التطورات والتوسعات على المستويين الإداري والتنظيمي لتحسين الخدمات للمشتركين ومن أبرز مؤشرات التطور امتدادها إلى مختلف محافظات المنطقة، لتقدم خدماتها لرجال الأعمال في فروعها برابغ والليث والقنفذة وخليص. كما أطلقت أكبر مشروع إلكتروني في عام 2010 م تحت مسمى التصديق الإلكتروني والذي يعتبر الأول من نوعه على مستوى الغرف السعودية حيث تتيح هذه الخدمة لمشتركي الغرفة التصديق على المحررات من خلال مكاتبهم الخاصة دون الحاجة إلى الرجوع للغرفة للتصديق سواء كان المشترك داخل أو خارج المملكة وعلى مدار الساعة (24/7) وذلك تسهيلا وتوفيرا للوقت على المشترك.
كما برز دورها في دعم مكانة المملكة اقتصاديا حيث دشنت الغرفة منتدى جدة الاقتصادي السنوي عام 2000 م وسرعان ما أصبح منافسا لمنتدى «دافوس» العالمي، حيث بات من أهم الأحداث الاقتصادية في المنطقة مستقطبًا لرموز سياسية عالمية منهم اثنان من رؤساء سابقين للولايات المتحدة، إضافة إلى رئيس وزراء بريطانيا جون ميجور، ورجال اقتصاد وسياسة من بلدان أوربية وآسيوية، علاوة على عشرات من رجال وسيدات الأعمال والاستثمار على المستويين السعودي والعالمي. وشهد إقبالا كبيرا من الحضور من مختلف الدول.كما ساهمت الغرفة بدور دبلوماسي نحو تحقيق تسريع انضمام السعودية لمنظمة التجارة العالمية.

## الغاية والوسيلة والتوجهات الاستراتيجية
الغاية:
أن تكون مدينة جدة محركاً للتنمية الاقتصادية والاجتماعية ومنافسة للعيش، العمل، الترفيه، التعلم والاستثمار
الوسيلة :
بناء تكامل بين القطاع الحكومي والقطاع الخاص في جدة لتحقيق تنمية فعالة اقتصادياً، مجتمعياً، بشرياً ومؤسسياً
التوجهات الاستراتيجية :
- تمكين تنمية اقتصادية منافسة
- تحقيق تنمية مجتمعية فعالة
- تقديم خدمات ذات قيمة نوعية
- تحفيز أنظمة وقوانين داعمة
- تطوير مؤسسي متكامل

## خدمات الغرفة
تسعى غرفة جدة للارتقاء بمستوى الخدمات المقدمة لمشتركيها، حيث يمكن الاستفادة من مجموعة من الخدمات المميزة ذات القيمة المضافة التي تخدم قطاع الأعمال خاصة ومجتمع جدة عامة مثل:

### خدمات التصاديق
- التصديق ورقيا
- المصادقة للغرف السعودية الأخرى
- تفعيل طلبات زيارة تجارية
- التصديق على تأشيرة استقدام عوائل الأفراد
- التصديق الإلكتروني
- تصديق العقود

### الخدمات التجارية
- إصدار شهادة إعادة التصدير
- إصدار تصاريح المسابقات التجارية
- إصدار شهادة التعريف

### الخدمات القانونية
- تقديم الاستشارات القانونية
- التوفيق في الخلافات التجارية
- التحكيم
- الاحتجاجات

### الوفود التجارية
- لقاءات الوفود السعودية التجارية المغادرة
- اللقاءات الثنائية التجارية بين رجال الأعمال

### برامج الدعم
- حل المعوقات التي تواجه قطاعات الأعمال بالتعاون مع الجهات ذات العلاقة
- برنامج التكافل التعاوني

### خدمات أخرى
- ورش عمل وفعاليات ومنتديات
- خدمات مدينة المستودعات
- وتساب أعمال

## المهرجانات والمنتديات
- منتدى منطقة مكة المكرمة الاقتصادي
- منتدى جدة التجاري
- منتدى الموارد البشرية
- المنتدى السعودي للمسؤولية الاجتماعية للشركات
- مهرجان صيف جدة
- مهرجان التسوق والترفيه (هيَّا جدة)
- مهرجان جدة بحر

## إصدارات الغرفة
- دليل خدمات مركز تسويق جدة
- البرنامج التنفيذي لمشروع تراخيص مزاولة العمل من المنزل
- دليل الفرص الاستثمارية 2011م
- تقرير ميزانية المملكة 2008م
- تقرير التضخم في السعودية
- الريال والدولار علاقة مستقرة ام علاقة عائمة
- أثار الأزمة المالية العالمية على الاقتصاد العالمي والاقتصاد السعودي

## معلومات الاتصال
- العنوان: شارع الامانة - حي البغدادية الغربية - ص. ب. 1264 جدة 21431 المملكة العربية
- خدمة العملاء: 920024200
- هاتف: 966122398000+
- فاكس: 966126512070+
- موقع الكتروني: http://www.jcci.org.sa

## غرف تجارية سعودية أخرى
- مجلس الغرف السعودية
- الغرفة التجارية الصناعية بالرياض
- الغرفة التجارية الصناعية بالباحة
- الغرفة التجارية الصناعية بمكة المكرمة
- الغرفة التجارية الصناعية بالشرقية
- الغرفة التجارية الصناعية بالمدينة المنورة
- الغرفة التجارية الصناعية بتبوك
- الغرفة التجارية بمنطقة القصيم